# Adobe Express
Adobe Express, früher bekannt als Adobe Spark und später  Adobe Creative Cloud Express, ist ein Grafikdesign-Tool, das von Adobe Inc. entwickelt wurde.

## Geschichte
Adobe Express wurde 2015 als Adobe Post, eine iOS-App, eingeführt. 2016 wurde Adobe Post durch Adobe Spark ersetzt und 2021 als Adobe Express neu aufgelegt.
Adobe Express wurde in erster Linie für Schulen und Non-Profit-Organisationen entwickelt. Seit September 2023 können Nutzer damit z. B. Flyer und Logos erstellen, Social-Media-Inhalte posten und PDF-Dokumente mithilfe von KI-Technologie bearbeiten.

## Zusammenarbeit
Im Oktober 2022 kündigte Adobe eine Zusammenarbeit mit Wix an, um die Funktionen von Adobe Express auf Wix-Nutzer auszuweiten. Adobe ging außerdem Partnerschaften mit mehreren Organisationen und Unternehmen ein, darunter Etsy, Meta und Mastercard.
Im Mai 2022 startete die US-amerikanische Sängerin Gayle in Zusammenarbeit mit Adobe eine Kampagne namens GAYLExAdobe. Sie lädt Fans dazu ein, visuelle Vorlagen, die mit Adobe Express erstellt wurden, zu verwenden und zu teilen.
Im Mai 2023 arbeitete Google mit Adobe zusammen, um Gemini-Nutzern zu ermöglichen, über Adobe Firefly Bilder zu generieren und diese dann mit Express zu bearbeiten.